# Rudergemeinschaft Angaria Hannover

Die Flagge der Angaria

Die Rudergemeinschaft Angaria ist ein Ruderverein in Hannover, dessen Bootshaus an der Leine steht. Die Rudergemeinschaft Angaria e. V. ist ein eingetragener Verein.

## Sportbetrieb
Ruderrevier der Rudergemeinschaft Angaria sind die hannoverschen Flüsse Ihme und Leine im Stadtgebiet. Auf dem Vereinsgelände gibt es einen Fitnessraum sowie zwei Bootshallen mit Renn- und Gigbooten. Die Rudergemeinschaft Angaria richtet den Hochschulsport Rudern für das Zentrum für Hochschulsport Hannover aus.
Angaria hat keine eigene Jugendabteilung, betreibt aber Anfängerausbildung über den Hochschulsport. Für diese Kurse wird gemeinsam mit dem ZfH ein extra Bootspark unterhalten.
Die Rudergemeinschaft Angaria besucht regelmäßig nationale und internationale Regatten. Beispiele hierfür sind das Head of the River Race, die Head of the Charles Regatta, die Henley Royal Regatta, die europäischen Hochschulmeisterschaften und die internationalen Regatten in Ghent und Ratzeburg.
Zielwettkampf der meisten Sportlerinnen und Sportler sind die deutschen Hochschulmeisterschaften im Sommer bzw. die europäischen Hochschulmeisterschaften im Herbst.
Neben dem Rudersport wird auch Radsport betrieben. Dazu richtet die Angaria jeden Herbst ein Mannschaftszeitfahren, das Radrennen der Ruderer, um den Brelinger Berg aus.

## Geschichte
Gegründet wurde Angaria als „Verein akademischer Radfahrer“ im Jahre 1886 als Sportkorporation, einer zu dieser Zeit eher seltene Vereinigung. Die Farben waren schon damals Grün-Weiß-Rot. Ziel des Vereins war es, den Radsport durch Wanderfahrten, Radrennen und gesellige Veranstaltungen zu fördern. Damals war das Fahrrad noch unter dem Namen „Veloziped“ bekannt und war für Viele eine Neuheit in dem weitgehend von Pferdewagen, Droschken und Privatequipagen beherrschten Verkehr in der ruhigen Beamtenstadt Hannover.
Als das Fahrrad weitere Verbreitung fand und damit einhergehend dem Verein der Nachwuchs ausging, wurde 1898 der „Verein akademischer Radfahrer“ suspendiert und der „Akademische Fußball-Club“, quasi als Nachfolgeorganisation, gegründet und noch im selben Jahr in „Akademischer Ballsportverein“ umbenannt.

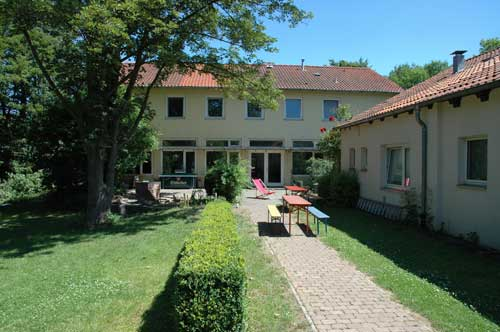
Vereinsheim am Weddigenufer

Im Jahre 1902 wurde der Rudersport offiziell in den Namen aufgenommen. Es erfolgte die Umbenennung in „Akademischer Ruder- und Ballsportverein“, kurz ARBV Hannover. Nachdem das Rudern die ballsportlichen Aktivitäten fast völlig verdrängt hatte, wurde der Verein 1906, also 20 Jahre nach Gründung des Vereins akademischer Radfahrer, in „Akademischer Ruder-Verein“ (ARV) umbenannt. Seitdem ist die spätere Angaria dem Rudersport treu geblieben.
Am 16. Juli 1927 gab sich der ARV nach heißen und strittigen Debatten den neuen Namen „Akademische Ruderverbindung Angaria“, benannt nach dem sächsischen Stamm der Angaren oder Angrivarier. Die heutige Rudergemeinschaft Angaria Hannover als solche wurde am 24. Februar 1936 nach dem Verbot der vorigen Angaria gegründet.
Nach überstandenem Dritten Reich und Zweiten Weltkrieg gab sich die Angaria 1972 einen neuen Namen und nannte sich „Studentische Rudergemeinschaft Angaria“. Sie hat sich damit von dem Gedankengut der Verbindungen entfernt und ging mit der folgenden Aufnahme von Frauen in den 1980er Jahren einen weiteren Schritt weg von ihrer Verbindungsvergangenheit.
Als „Rudergemeinschaft Angaria e. V.“ ist Angaria heute dem Deutschen Ruderverband angeschlossen. Das familiäre Miteinander macht die Rudergemeinschaft heute zum Anlaufpunkt vieler Ruderinnen und Ruderern während ihrer beruflichen Ausbildung bis ins Arbeitsleben hinein und vereint Sport vom Hobbybereich bis in den Leistungssport miteinander.